# 雲蓋 (智利)

雲蓋（西班牙語：Yungay），是智利的城鎮，位於該國中部比奧比奧大區的紐布萊省，始建於1842年1月20日，面積823.5平方公里，海拔高度268米，2012年人口16,949人，人口密度每平方公里21人。
37°7′11″S 72°1′9″W / 37.11972°S 72.01917°W